# Nationalstiftung für Forschung, Technologie und Entwicklung
Die Nationalstiftung für Forschung, Technologie und Entwicklung (FTE) ist eine staatliche gemeinnützige Stiftung zur Förderung von Forschung, Technologie und Entwicklung in Österreich. Die Nationalstiftung nutzt zu ihrer Verwaltung die Einrichtungen und das Personal der Austria Wirtschaftsservice Gesellschaft. Die Funktion des Stiftungsvorstandes wird von der Geschäftsführung der Austria Wirtschaftsservice Gesellschaft, Edeltraud Stiftinger und Bernhard Sagmeister, wahrgenommen.
Vorsitzender des Stiftungsrates im Jahr 2023 ist Florian Frauscher.

## Geschichte
Zur Förderung von Forschung, Technologie und Entwicklung wurde 2003 mit dem FTE-Nationalstiftungsgesetz eine staatliche Stiftung mit dem Namen „Nationalstiftung für Forschung, Technologie und Entwicklung“ mit Sitz in Wien und einem Stiftungskapital von einer Million Euro errichtet. Sie wird jährlich mit Mitteln aus der Oesterreichischen Nationalbank sowie aus Zinserträgen des ERP-Fonds dotiert. Seit ihrem Bestehen haben die Nationalstiftung FTE und der Österreich-Fonds ein Finanzierungsvolumen in Höhe von EUR 1.496,6 Millionen für Förderungsmaßnahmen der Forschung, Technologie und Entwicklung in Österreich bereitgestellt (Stand 2019). Die Nationalstiftung für Forschung, Technologie und Entwicklung investierte 2019 mehr als 137 Millionen Euro in die österreichische Forschung.

## Aufgabe
Aufgabe der Stiftung ist die Förderung von Forschung, Technologie und Entwicklung in Österreich, insbesondere langfristig verwertbarer, interdisziplinärer Forschungsmaßnahmen. Die Fördermittel der Stiftung sind nach Maßgabe der Beschlüsse des Stiftungsrates an vom Bund getragene Fördereinrichtungen auszuschütten. Dieser Stiftungsrat besteht aus Experten aus den jeweils mit Forschungs-, Entwicklungs- und Technologieagenden betrauten Ministerien (Bundesministerium für Verkehr, Innovation und Technologie, Bundesministerium für Digitalisierung und Wirtschaftsstandort, Bundesministerium für Bildung, Wissenschaft und Forschung, Bundesministerium für Finanzen), einem Vertreter der Oesterreichischen Nationalbank und dem Präsidium des Rates für Forschung und Technologieentwicklung (FTE-Rat).